# Edmé Bouchardon
Edmé Bouchardon   (Chaumont, 29 de maig de 1698 - París, 27 de juliol de 1762) va ser un escultor francès.

## Biografia
Edmé Bouchardon era fill de l'escultor i arquitecte, Jean-Baptiste Bouchardon. Va ser deixeble de l'escultor Guillaume Coustou i va rebre el Prix de Rome de 1722. Mentre que els seus contemporanis practicaven l'estil rococó ell era partidari de l'estil de l'escultura clàssica. Durant la seva estada a Roma, Bouchardon va fer el bust del Papa Benet XIII.
L'any 1746, Bouchardon produí la seva primer obra mestra, "Cupid fent un arc del bastó d'Hercules," actualment al museu del Louvre. La seva altra obra mestra es considera que és la Fontaine des Quatre-Saisons de París, acabada el 1745.
El germà de Bouchardon, Jacques-Philippe Bouchardon, va ser l'escultor del rei de Suècia.

## Galeria

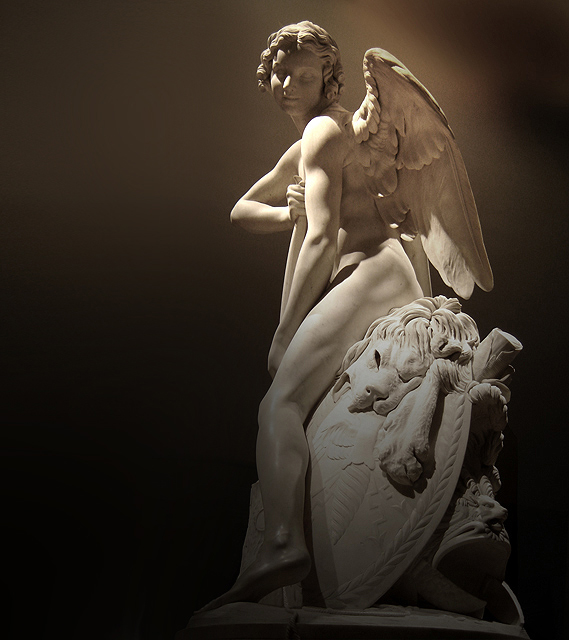
Amor fent un arc del bastó d'Hercules, 1750, Museu del Louvre
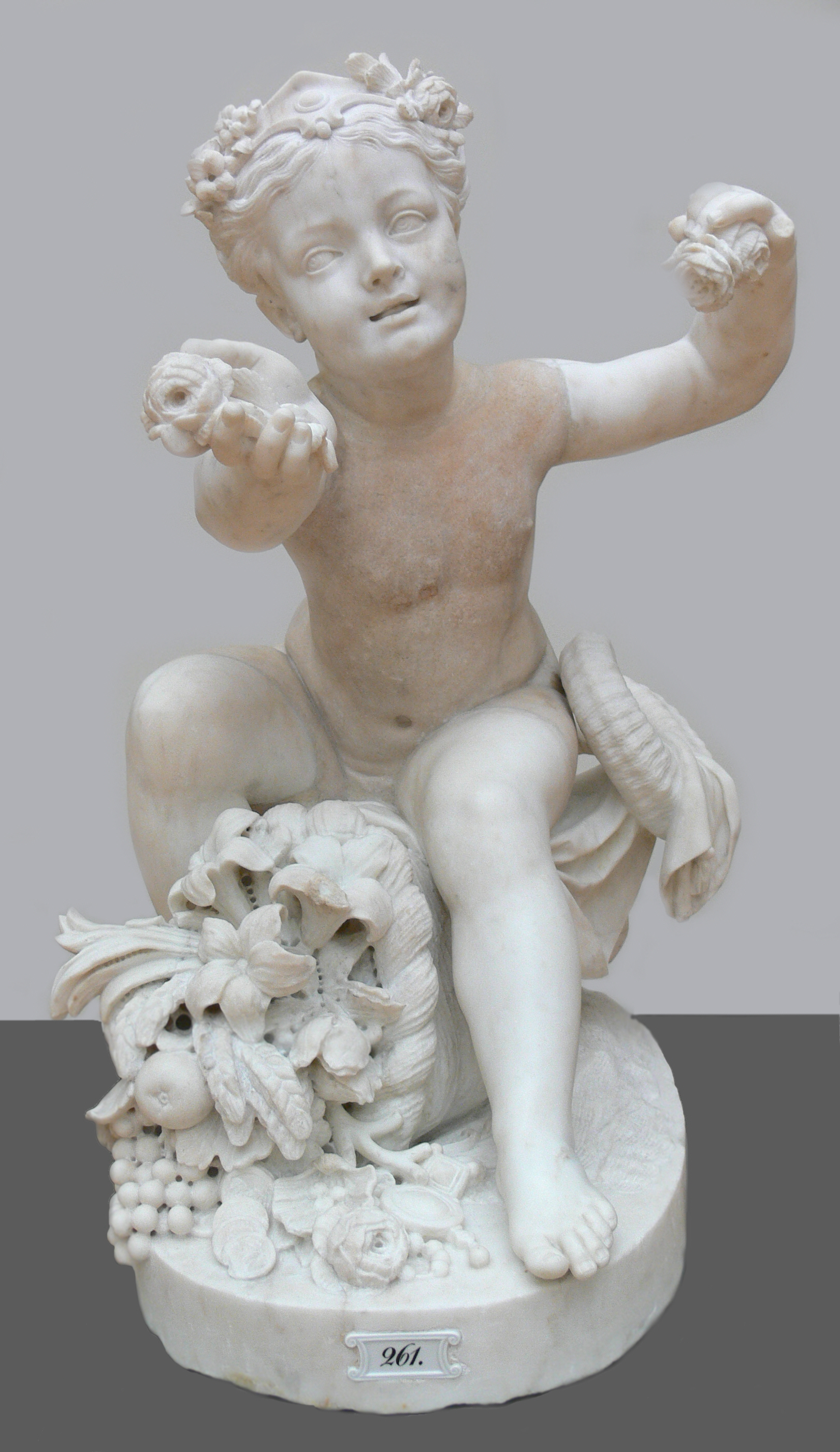
Geni d'Abundància, 1731; Museu Bode
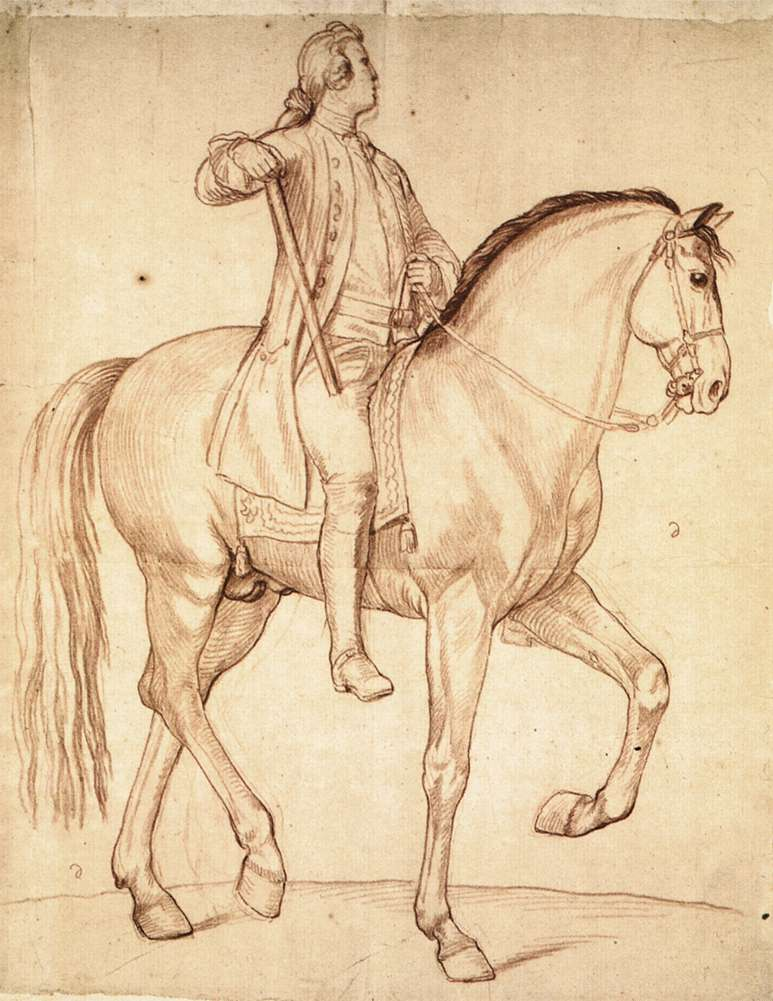
Estudi per a l'estàtua eqüestre de Louis XV, c. 1750; Louvre
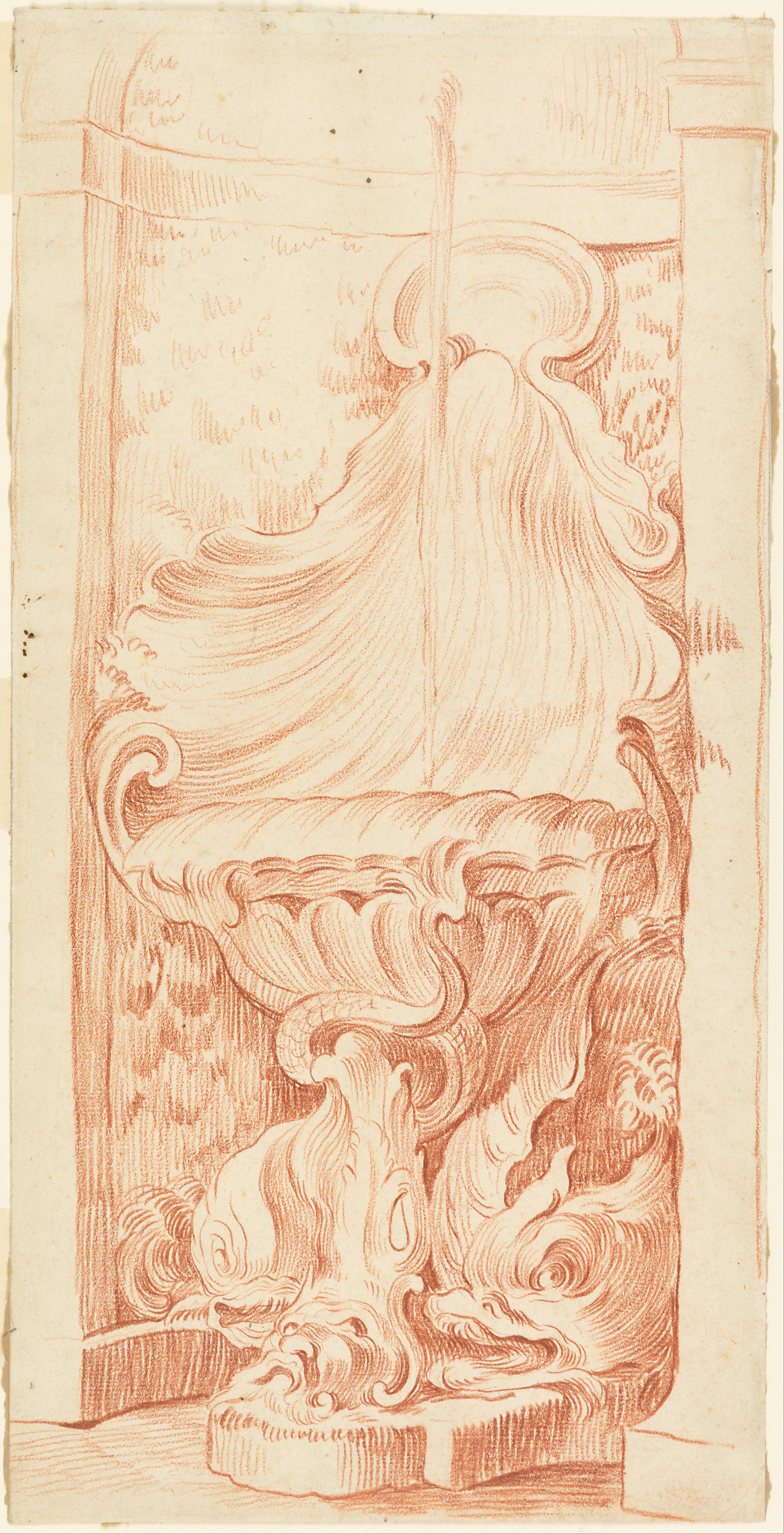
Dibuix per a la Font a Niche, c. 1735; Cooper–Hewitt, National Design Museum